# China Investment Corporation
China Investment Corporation (CIC) je čínský státní investiční fond, který spravuje část čínských devizových rezerv. Byl založen v roce 2007 s cílem využívat tyto rezervy pro investice do rizikovějších a výnosnějších aktiv než jsou vládní dluhopisy. CIC je zodpovědný za správu čínských finančních aktiv a investic v celosvětovém měřítku. Fond má sídlo v Pekingu, Číně, a v současnosti je jedním z největších a nejvlivnějších sovereign wealth fundů na světě.

## Historie
China Investment Corporation byla založena v září 2007 s cílem diversifikovat čínské devizové rezervy a investovat je do různých tříd aktiv. Cílem bylo snížit závislost na příjmech z držení amerických státních dluhopisů a vyhledávat příležitosti na rozvinutých i rozvíjejících se trzích. V prvních letech se fond zaměřil především na investice do zahraničních trhů, zejména na Wall Street.
V roce 2007 CIC investoval 5,5 miliardy USD do investiční banky Morgan Stanley a stal se významným investorem v této bance. Tento krok pomohl CIC vytvořit širší základnu pro rozvoj dalších investičních strategií. V roce 2008 se CIC sloučil s Central Huijin Investment, což byla dceřiná společnost spravující více než dvě třetiny jeho aktiv.

## Struktura a správa
CIC je státní podnik řízený Ministerstvem financí Číny. Správa fondu zahrnuje několik divizí zaměřených na různé druhy investic, včetně přímých investic, správy portfolií a investic do infrastruktury. Činnost fondu je řízena nejvyššími orgány Komunistické strany Číny a vlády, aby zajistila efektivní využívání rezerv. Správní rada fondu je odpovědná za rozhodování o investicích a strategii, přičemž její členové jsou jmenováni čínskou vládou.

## Investice
CIC provádí širokou škálu investic, včetně přímých investic do zahraničních firem, správy portfolií akcií a dluhopisů, a investic do realitních a infrastrukturních projektů. Mezi známé investice fondu patří podíl v Blackstone Group, Goldman Sachs, Morgan Stanley a dalších významných globálních finančních institucích. V posledních letech se CIC více zaměřil na investice do technologie, energetického sektoru a infrastruktury.
Fond má dlouhodobý investiční horizont a jeho cílem je přinášet stabilní výnosy při minimalizaci rizik. V roce 2014 se CIC rozhodl investovat do infrastrukturních projektů v Africe a Latinské Americe, což je součástí širší strategie Číny na posílení ekonomických vztahů s rozvíjejícími se trhy.

## Kritika a kontroverze
CIC čelil několika kontroverzím, zejména kvůli rizikům spojeným s vysokým podílem vládních a státních aktiv v jeho portfoliu. Někteří kritici[kdo?] tvrdí, že fond může být použit k politickým a ekonomickým účelům státu, a že jeho investice do některých zahraničních firem mohou být motivovány geopolitickými zájmy Číny. Naopak čínská vláda tvrdí, že CIC funguje jako nezávislá investiční entita, která má na cíli dlouhodobé a stabilní výnosy pro Čínu.
CIC také čelil obavám z nadhodnocování investic v některých rizikových oblastech. Například v roce 2008 investoval část svých aktiv do subprime hypotečních trhů ve Spojených státech, což vedlo k těžkým ztrátám během finanční krize. Tento krok vedl k nárůstu obav z nadměrné orientace fondu na volatilní trhy.

## Vedení
Vedení CIC je složeno z generálního ředitele, správní rady a dalších vedoucích pracovníků, kteří mají zkušenosti z oblasti financí, investic a ekonomiky. Generální ředitel CIC je jmenován na základě rozhodnutí čínské vlády, a jeho úkolem je řídit denní činnost fondu. V současnosti je generálním ředitelem Li Kefu, který se stal ředitelem v roce 2018.
Správní rada je složena z odborníků na oblast financí a investic, kteří se podílejí na rozhodování o strategii a investičních rozhodnutích fondu.

## Činnost a výnosy
CIC se zaměřuje na dosažení dlouhodobých a stabilních výnosů z globálních investic. Fond investuje do široké škály aktiv, včetně akcií, dluhopisů, komodit, nemovitostí, technologií a infrastruktury. V roce 2020 dosáhl CIC čistého zisku 25 miliard USD, což ukazuje na efektivitu jeho investiční strategie.
CIC také podporuje investice do ekologických a udržitelných projektů. V roce 2021 fond oznámil, že bude investovat do zelené energie a čisté technologie jako součást svého plánu na snížení uhlíkové stopy a podporu rozvoje udržitelných podniků.